# Jeep Comanche
El Jeep Comanche (nombre en código MJ) es un pickup producido por el fabricante de automóviles estadounidense Jeep desde 1985 hasta 1992.

## Descripción
El automóvil, una variante pickup del Cherokee (XJ) (1984-2001), estaba disponible en la configuración con solo tracción trasera (RWD) o tracción en las cuatro ruedas (4WD) con la carrocería de distancia entre ejes de 1,83 metros o de 2,13 metros de largo.

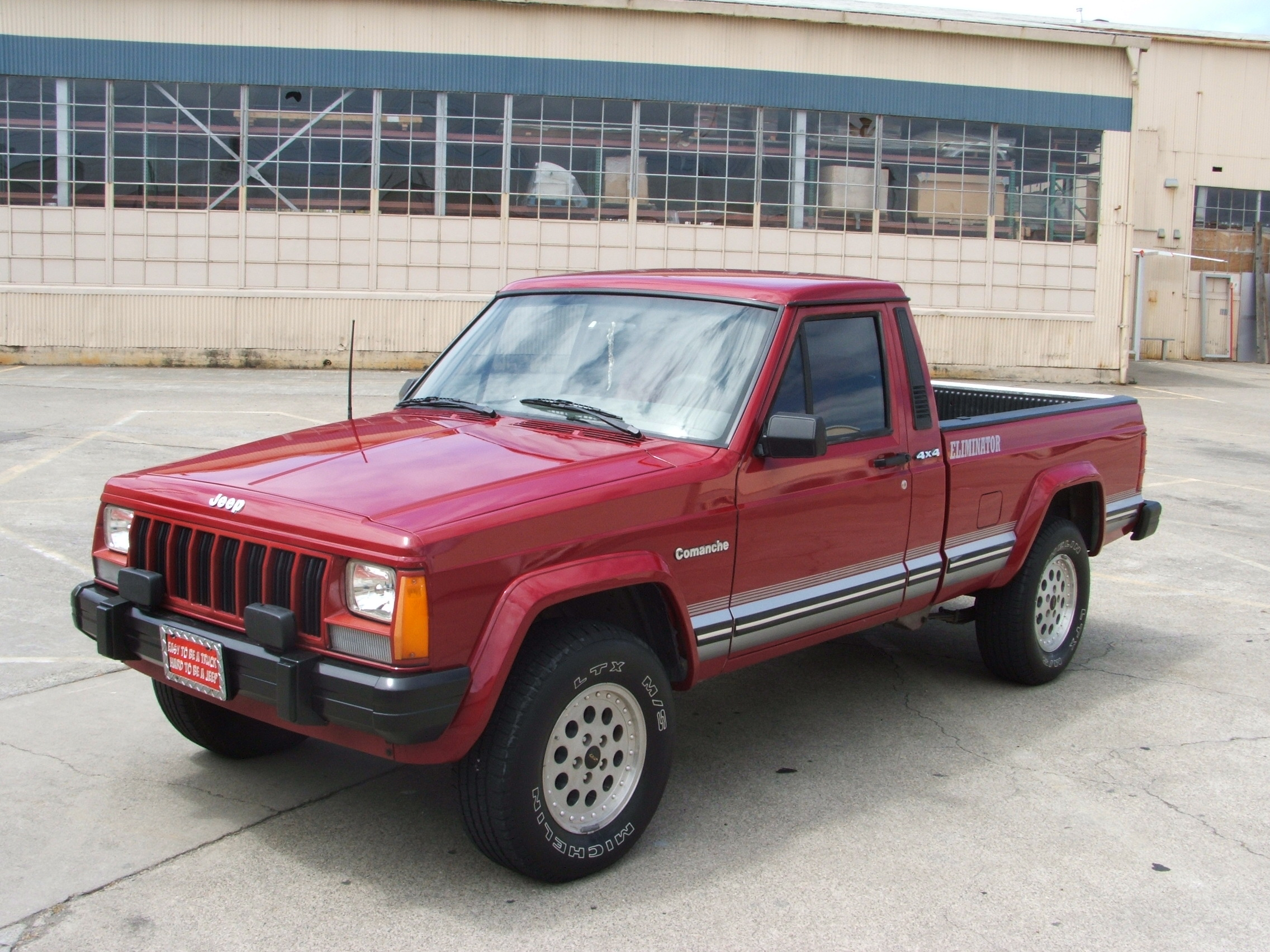
Jeep Comanche del 1990, con parachoques de plástico

El Jeep Comanche fue presentado a mediados de agosto de 1985, en un evento organizado en el salón de baile del MGM Grand Hotel y Casino (posteriormente Bally de Las Vegas) con la presencia de 1500 concesionarios de AMC.
Los diseñadores se hicieron cargo de gran parte de los componentes, como la carrocería, la mecánica y la transmisión del Cherokee XJ, que había sido introducido en el mercado en 1984. Las diferencias estéticas estaban principalmente en la parte trasera con la presencia detrás de la cabina de una caja de carga con apertura mediante una puerta abatible.
La camioneta estaba disponible en dos versiones: distancia entre ejes larga presentada en su debut en 1986 y distancia entre ejes corta presentada el año siguiente.
En las unidades producidas entre 1986 y 1987, la parrilla clásica de Jeep tenía diez barras perforadas similares a las del Cherokee XJ de 1984-1987, mientras que las unidades producidas entre 1988 y 1992 tenían una rejilla con solo ocho barras.
Después de la adquisición de American Motors por parte de Chrysler en 1987, el Jeep Comanche, al igual que el Cherokee, recibió mejoras menores, destinadas principalmente a mejorar la fiabilidad de sistemas y a compartir piezas con otros vehículos fabricados por Chrysler.

## Técnica

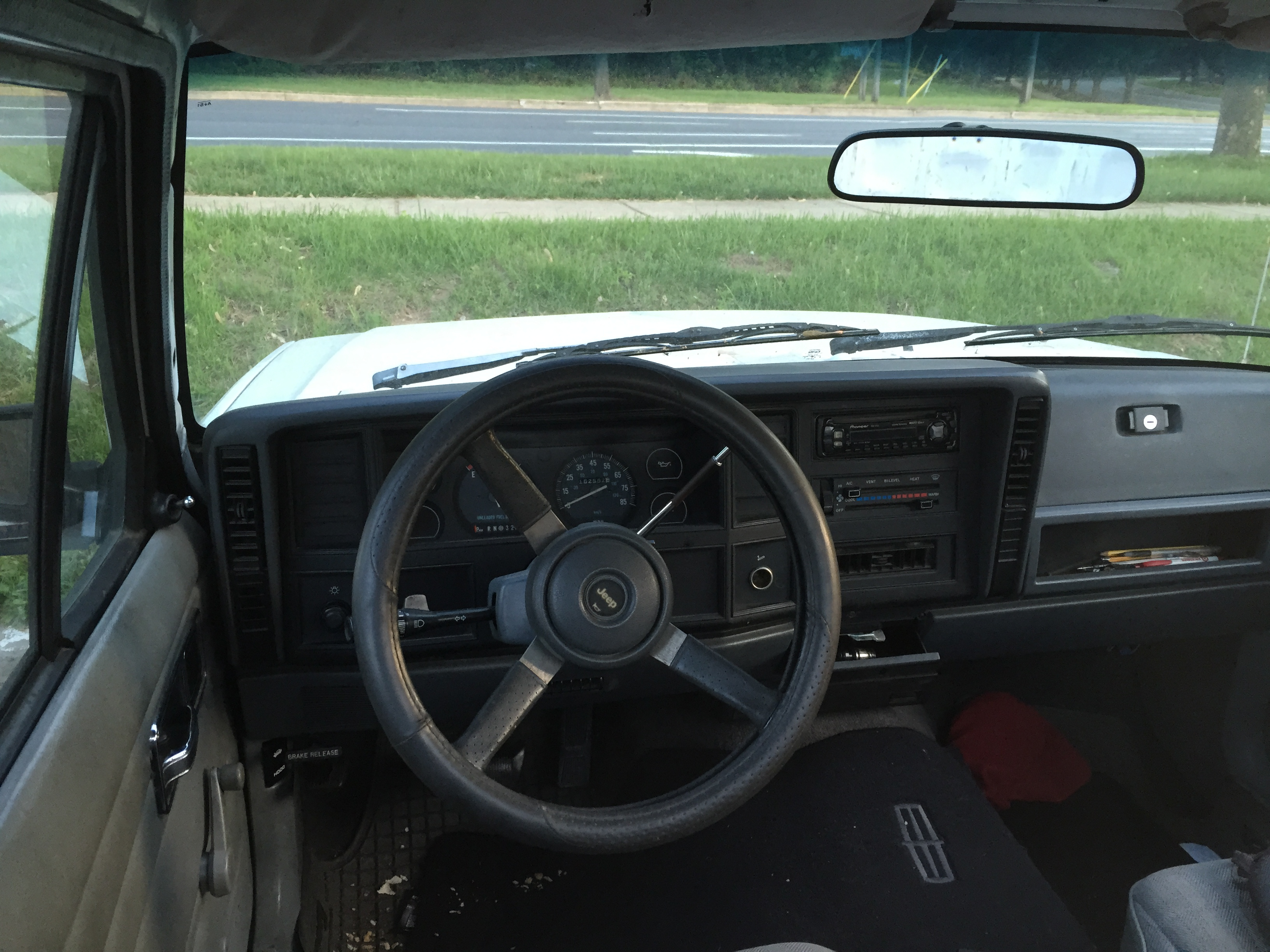
Puesto de conducción

El Comanche usó una suspensión anterior llamada "Quadralink", tomada del Cherokee XJ. Se caracterizaba por la presencia de muelles helicoidales y una suspensión Panhard.
Para la suspensión trasera, el automóvil usó ballestas considerablemente más largas que las del Cherokee.
Los primeros Comanche del año modelo de 1986 estaban disponibles con tres motores: un AMC de cuatro cilindros y 2.5 litros, un General Motors V6 de 2.8 litros (ambos de gasolina) o un motor diésel turbo de origen Renault de 4 cilindros y 2.1 litros. En las versiones básicas el motor de cuatro cilindros se combinaba con una caja de cambios manual de cuatro velocidades, con la opción de montar opcionalmente una caja de cambios de cinco velocidades o una automática de tres velocidades construida por Chrysler. El motor V6 estaba disponible con la caja manual de cinco velocidades o con la automática, mientras que el turbodiésel solo estaba disponible con la caja manual de cinco velocidades.
En el segundo año de producción, el V6 fue reemplazado por el nuevo motor AMC de seis cilindros en línea y 4.0 litros que desarrollaba 173 hp y 298 N·m de par motor. El motor base de 2.5 litros también se mejoró, elevando la potencia a 121 hp. La unidad turbodiésel fue eliminada de la lista.
Coincidiendo con la introducción del seis cilindros, se introdujo una nueva transmisión automática de cuatro velocidades construida por Aisin Seiki-Warner, que reemplazó a la anterior Chrysler de tres velocidades.
En 1988 se aumentó la potencia del motor de 4.0 litros, para entregar 177 hp.
Cuando Chrysler compró AMC en 1987, se adaptó la electrónica de control del motor de Chrysler para reemplazar los sistemas Renix originales del Comanche. Como resultado, se aumentó la potencia y el par motor en ambos motores, con el de cuatro cilindros entregando 9 hp adicionales y el de seis cilindros con 13 hp más.

## Unidades producidas
| Año      | 1985   | 1986   | 1987   | 1988   | 1989   | 1990  | 1991  | 1992 | TOTAL   |
| -------- | ------ | ------ | ------ | ------ | ------ | ----- | ----- | ---- | ------- |
| Unidades | 29.245 | 33.386 | 43.070 | 43.718 | 25.311 | 9.576 | 5.188 | 952  | 190.446 |